# San Costantino Calabro
San Costantino Calabro ist eine italienische Gemeinde (comune) mit 2031 Einwohnern (Stand 31. Dezember 2023) in der Provinz Vibo Valentia in Kalabrien. Die Gemeinde liegt etwa 5 Kilometer südsüdwestlich von Vibo Valentia.

## Verkehr
Durch die Gemeinde führt die Strada Statale 18 Tirrena Inferiore von Neapel nach Reggio Calabria.